# Outcast (computerspel)
Outcast is het eerste computerspel in een reeks naar een concept van de Belg Yves Grolet. Deze actie en avonturenspellen werden ontwikkeld binnen Appeal en de latere Appeal Studios. Van de originele versie uit 1999 werd in 2014 een opgekuiste versie op de markt gebracht met als titel Outcast 1.1.. In 2017 volgde een remake onder de titel Outcast: Second Contact.
Van GameSpot kreeg het spel in 1999 de titel Adventure Game of the Year.

## Scenario
In 2007 ontdekken enkele wetenschappers een parallel universum. De Amerikaanse regering beslist daarom om een verkenningssonde naar dat universum te sturen. Daar aangekomen wordt een hele beschaving ontdekt. Een alien beschadigt echter de sonde, waardoor een zwart gat ontstaat dat het voortbestaan van de aarde bedreigt. Cutter Slade krijgt de opdracht om met drie wetenschappers naar het parallelle universum te reizen om daar de sonde te herstellen en het gevaar af te wenden.
In het parallel universum wordt Cutter echter gescheiden van de wetenschappers en begroet door de lokale Talan bevolking. Hun wereld Adelpha wordt bedreigd door Faé Rhan, die een leger heeft samengesteld bestaande uit Talans die denken superieur te zijn aan de rest van de bevolking. Cutter wordt uitgeroepen tot de profetische redder Ulukai en moet vijf heilige relikwieën ophalen die nodig zijn om Faé Rhan en zijn leger te neutraliseren.

## Spelverloop
Het spel bestaat uit het vinden van sleutelfiguren en het uitvoeren van speurtochten. Op zoek naar de vijf heilige relikwieën reist het personage door de vijf continenten van Adelpha.  Voor het intercontinentaal reizen kunnen speciale portalen gebruikt worden en een plaatselijk dier de Twon-ha is ook erg handig om snel te reizen.
Iedere speelomgeving heeft eigen landschapskenmerken, woongebieden en allerlei kleine problemen, wat voor bijkomende zoektochten zorgt. Intussen moet Cutter ook nog de wetenschappers terugvinden en de aarde redden. Gelukkig beschikt hij over een arsenaal van een zestal futuristische wapens om de klus te klaren.

## Personages

### Cutter Slade (Ulukai)
Een Amerikaanse ex-Navy SEAL, hoofdpersonage en held van het spel.

### Jan
Zoon van Zorkim, één van de Dolotoi bewakers.

### William Kaufman
Ontdekker van de parallele wereld Adelpha en collega van Anthony Xue. Hij veroorzaakt de problemen met het zwart gat.

### Marion Wolfe
Een voormalig journaliste die al met Cutter Slade contact had tijdens haar Navy SEAL trainingsperiode en intussen wetenschapper is.

### Anthony Xue
Een slimme wetenschapper en samen met collega Willem Kaufman ontdekkers van de parallele wereld Adelpha. Hij is erg resultaat gedreven en loopt er de kantjes al eens af, waardoor hij roekeloos over komt.

### Zalinas
Een Talan met een ongezonde obsessie voor de Twon-ha

### Shamaz Zeb
De dorpoudste van Shamazaar